# Geelsnavelzilverreiger
De geelsnavelzilverreiger (Ardea brachyrhyncha, synoniem: Egretta intermedia brachyrhyncha) is een vogel uit de familie van de reigers. Deze reiger werd in 1854 door de Duitse dierkundige Alfred Brehm beschreven. Daarna werd deze soort lang beschouwd als een ondersoort van de middelste zilverreiger (Egretta intermedia), maar sinds september 2023 staat de vogel weer als aparte soort op de IOC World Bird List

## Kenmerken
Deze reiger is 65 tot 72 cm lag en zit qua formaat tussen de grote en de kleine zilverreiger. Als alle andere soorten zilverrigers is de vogel geheel wit en draagt in de broedtijd sierveren op borst en rug. Kenmerkend voor deze soort is de gele, relatief korte snavel die in de broedtijd verkleurt tot oranjerood.

## Verspreiding en leefgebied
Deze zilverreiger komt voor in Afrika bezuiden de Sahara. Het is een vogel van draslanden in laagland en kustgebieden en in heuvelland tot op 1450 meter boven zeeniveau.

## Status
De geelsnavelzilverreiger heeft een groot verspreidingsgebied en daardoor alleen al is de kans op uitsterven gering. De grootte van de populatie is niet gekwantificeerd, wel is bekend dat de aantallen achteruit gaan. Echter, het tempo ligt onder de 30% in tien jaar (minder dan 3,5% per jaar). Om deze redenen staat de soort zilverreiger als niet bedreigd op de Rode Lijst van de IUCN.